# Studentspelmanslags-VM
Studentspelmanslags-VM är ett "världsmästerskap" för studentspelmanslag som hållits i anslutning till Norrköpings folkmusikfestival sedan 2003. Deltagande studentspelsmanslag spelar upp ett antal låtar till dans och en lagom opartisk jury utser sedan årets världsmästare.

## Resultat

### 2024
- Världsmästare - VästkustFolk (Göteborg)
- Årets låt - Fårfiolerna (Umeå)
- Juryns hederspris - Lunnevads folkhögskola (Vikingstad)

### 2023
- Världsmästare - BirkaFolk (Birka Folkhögskola, Ås)
- Årets låt/set - Lunnevads folkhögskola (Vikingstad)
- Juryns hederspris - VästkustFolk (Göteborg)

### 2022
- Världsmästare - VästkustFolk (Göteborg)
- Årets låt - Lustspel (Lund)
- Juryns hederspris - Skurups folkhögskola (Skurup)

### 2021
- Världsmästare - Lunnevads folkhögskola (Vikingstad)
- Juryns hederspris - Strängar & Rör (Linköping)

### 2020
- Världsmästare - Snaustrinda Spelemannslag (Trondheim)
- Publikens pris - Musikkonservatoriet i Falun

Tävlingen hölls detta år digitalt med förinspelade bidrag till följd av Covid-19-pandemin.

### 2019
- Världsmästare - Fårfiolerna (Umeå)
- Juryns hederspris - Ingesund (Arvika)

### 2018
- Världsmästare - BirkaFolk (Birka Folkhögskola, Ås)
- Årets låt - Lunnefolk (Lunnevads folkhögskola, Vikingstad)
- Juryns hederspris - START (Motala)

### 2017
Festivalen ställdes in till följd av problem med finansieringen, därav uteblev tävlingen detta år.

### 2016
- Världsmästare - Skurups folkhögskola
- Årets låt - Strängar & Rör (Linköping)
- Juryns hederspris - BirkaFolk (Birka Folkhögskola, Ås)

### 2015
- Världsmästare - Lunnevads folkhögskola (Vikingstad)
- Årets låt - BirkaFolk (Birka Folkhögskola, Ås)
- Juryns hederspris - Fårfiolerna (Umeå)

### 2014
- Världsmästare - Musikkonservatoriet i Falun
- Årets låt - Skurups folkhögskola
- Juryns hederspris - Malungs Folkhögskola

### 2013
- Världsmästare - V-Dala Spelmanslag (Uppsala)
- Årets låt - Fårfiolerna (Umeå)
- Juryns hederspris - Lunnevads folkhögskola (Vikingstad)

### 2012
- Världsmästare - Lunnevads folkhögskola (Vikingstad)
- Årets låt - V-Dala Spelmanslag (Uppsala)
- Juryns hederspris - Snaustrinda Spelemannslag (Trondheim)

### 2011
- Världsmästare - Gotlands Folkhögskola
- Bästa låt - Skurups Folkhögskola
- Juryns hederspris - SONUS (Stockholm)

### 2010
- Världsmästare - Fårfiolerna (Umeå)
- Juryns hederspris - Ingesund

### 2009
- Världsmästare - Bollnäs Folkhögskola
- Juryns hederspris - Konservers (Musikkonservatoriet i Falun)
- Publikens pris - V-Dala Spelmanslag (Uppsala)

### 2008
- Världsmästare - SONUS (Stockholm)
- Juryns hederspris - Snaustrinda Spelmanslag (Trondheim)

### 2007
- Världsmästare - V-Dala Spelmanslag
- Juryns hederspris - Ingesund (för världens bästa schottis)
- Publikens pris - Malungs Folkhögskola

### 2006
- Världsmästare - Lustspel (Lund)
- Juryns hederspris - SONUS (Stockholm)
- Tävlingsledningens specialpris - Strängar & Rör (Linköping)

### 2005
- Världsmästare - Malungs Folkhögskola
- 2:a pris - V-Dala Spelmanslag (Uppsala)
- Juryns hederspris - Filosofiska spelmanslaget Kärlekskollektivet (Göteborg)

### 2004
- Världsmästare - Strängar & Rör (Linköping)

### 2003
- Världsmästare - V-Dala Spelmanslag (Uppsala)

## Jury
- 2010 - David Bastviken, Olle Gällmo, Maria Värendh
- 2009 - Michael Näslund, Christian Blackmon, Nina Fjeldet
- 2008 - Sonia Sahlström, Carina Normansson och Magnus Gustafsson
- 2007 - Emma Reid, Pär Moberg, Toste Länne
- 2006 - Eva Åström Rune, Jonas Olsson, Göran "Buffalo" Malmqwist
- 2005 - Andreas Ljones, Ulrika Gunnarsson och Christer Samuelsson
- 2004 - Anna-Kristina Widell, Patrik Andersson och Mats Neymark
- 2003 - Anders Larsson, Helen Eriksson och Lisa Hellsten